# 柴田容子
柴田 容子（しばた ようこ、6月28日 - ）は女性シンガーソングライター、ラジオパーソナリティである。愛知県名古屋市出身。

## 経歴
南山大学外国語学部イスパニヤ科卒業。ヤマハボーカルコース、作曲編曲コース（師：林雅諺）第一期生。
- 1973年：ヤマハ・ヴォーカルオーディションに庄野真代、叶正子（サーカス）とともに合格。
- 1974年：『3月3日の悲しみ』で、八神純子とともに第5回ヤマハ世界歌謡祭に出場。
- 1975年：第6回世界歌謡祭に八神純子、中島みゆきとともに『ミスター・ロンサム』で出場。松崎しげるらとともに歌唱賞、ボビー・ソロとともに川上源一賞を受賞。
- 1976年：名古屋東海ラジオ放送の『ミッドナイト東海』のパーソナリティとして活動（火／1976年7月 - 1978年9月）。
- 1978年：チリ音楽祭出場。ベストアレンジメント賞受賞。
- 1979年：KBS滋賀『さんさんワイド』パーソナリティ（1979年11月 - 1981年6月）
- 1981年：上京。八神純子、石川優子、山根麻衣（現在は「麻以」）等に曲を提供。ビクター・音楽カレッジ・プロコースの講師として活動。
- 1984年：病気のため帰郷。1985年、「上田梨詠」の名前でジャズ歌手として活動開始。
- 1999年：柴田容子として、ライブ活動再開。2001年、主にアジアの留学生達と交流を深め、国籍混合ユニット「三天翔（）」を結成。
- 2002年：「ふるさとはアジア」を歌い継ぐ活動を開始。
- 2004年：2003年に山名敏晴の芸能生活30周年の記念CDに「ふるさとはアジア」が取り上げられたのをきっかけに、ライブハウス「ボトムライン」社長「蔵原」の協力を得て「三天翔」のアルバム発売。
- 2006年：五つの赤い風船のメイン・ヴォーカリスト青木まり子が『ふるさとはアジア』（アルバム『あいたい』に収録）をリリース。
- 2008年：山名敏晴、河原龍夫（ハーさん）の協力により、「ふるさとはアジア」をテーマソングにした「アジアに生まれて 今 僕たちにできること」というチャリテー・ライブシリーズを開始。
- 2009年：葛城ユキが『生命（）のバトン』（作詞・作曲：柴田容子）シングルリリースに続き、マキシ・シングル『ボヘミアンremake ver./ふるさとはアジア/下北恋情』をリリース。
- 2016年
  - 12月9日：名古屋BottomLine（BL）Cafeにて、柴田容子単独ライブ デビュー40周年記念LIVE～ 柴田容子＆Friendsリユニオン
    - 【出演】柴田容子（vo）、法田勇虫（e&a.g） 安藤浩二（e&a.g） 後藤眞和（b） 小橋祐二（ds）
- 2017年
  - 12月1日：名古屋BottomLine（BL）Cafeにて、柴田容子単独ライブ 柴田容子with Friends
    - 【出演】柴田容子（vo） 大久保治信（key） 岡井大二（ds）from四人囃子 法田勇虫（g） 山口じゅん（b） 坂井昭太（g）
- 2018年
  - 12月1日：名古屋BottomLine（BL）Cafeにて、柴田容子単独ライブ 柴田容子Brand New 2018
    - 【出演】柴田容子（vo） 梶原順（g） 松本圭司（key） 川内啓史（b） 伊吹文裕（ds）
- 2019年
  - 12月1日：名古屋BottomLine（BL）Cafeにて、柴田容子単独ライブ 柴田容子Brand New 2019
    - CD化を目的に本公演はLIVEレコーディングされた。
    - 【出演】柴田容子（vo） 梶原順（g） 松本圭司（key） 川内啓史（b） 田中栄二（ds）
- 2020年
  - 12月5日：名古屋BottomLine（BL）Cafeにて、柴田容子単独ライブ 柴田容子Brand New 2020/同時にStreamingライブ配信
    - 【出演】柴田容子（vo） 梶原順（g） 松本圭司（key） 川内啓史（b） 田中栄二（ds）
- 2021年
  - 12月4日：名古屋BottomLine（BL）Cafeにて、柴田容子単独ライブ 柴田容子Brand New 2021/同時にStreamingライブ配信
    - 【出演】柴田容子（vo） 梶原順（g） 安部潤（key） 川内啓史（b） 田中栄二（ds）
- 2022年
  - 12月3日：名古屋BottomLine（BL）Cafeにて、柴田容子単独ライブ 柴田容子Brand New 2022/同時にStreamingライブ配信
    - 【出演】柴田容子（vo） 梶原順（g） 友成好宏（key） 川内啓史（b） 田中栄二（ds）
    - スペシャルゲスト： 芳野藤丸（vo,g）
- 2023年
  - 12月2日：名古屋BottomLine（BL）Cafeにて、柴田容子単独ライブ 柴田容子Brand New 2023/同時にStreamingライブ配信
    - 【出演】柴田容子（vo） 穴倉聖悟（g） 西脇辰弥（key） 川内啓史（b） 田中栄二（ds）
- 2024年
  - 12月7日：柴田容子デビュー50th Anniversary〜「Treasure Chest2」CD発売記念イベント
    - 名古屋ボトムラインにて「柴田容子トーク＆ライブ」を大々的に行う。古き善き時代の『ミッドナイト東海』、ヤマハポプコンをテーマに開催された。
    - 【Local トークゲスト】山名敏晴 河原龍夫（ハーさん） 伊藤秀志 野口義修 近藤直弥 野口要二 高木麻早
    - 【LIVE出演】柴田容子（vo） 梶原順（g） 松本圭司（key） 川内啓史（b） 田中栄二（ds）
- 2025年
  - 1月5日：新曲「ZIZIBABAニナッテモ」
  - 12月7日：ステージのLive Ver.を音楽配信のみでリリース。この楽曲は「人生いくつになっても、ずっと頑張ろう！」という労いソングとして、50TH LIVEの為に書き下ろした最新作。LIVEのエンディングで全出演者ゲスト&会場のオーディエンスと共に合唱したライブ音源。

## 音楽

### アルバム
とまり木
（1978年2月25日発売 キャニオン・レコード VF-9014）
（1996年ポニーキャニオンよりCDとして発売 PCCA-00919）
| 曲順       | 曲名                 | 作詞     | 作曲     | 編曲   |
| ---------- | -------------------- | -------- | -------- | ------ |
| 1 （A-1）  | ふられたあとで       | 柴田容子 | 柴田容子 | 戸塚修 |
| 2 （A-2）  | とまり木             | 柴田容子 | 柴田容子 | 戸塚修 |
| 3 （A-3）  | 永遠の流れの中で     | 柴田容子 | 柴田容子 | 戸塚修 |
| 4 （A-4）  | 思い切り抱きしめて   | 柴田容子 | 柴田容子 | 戸塚修 |
| 5 （A-5）  | 旅愁                 | 柴田容子 | 柴田容子 | 戸塚修 |
| 6 （B-1）  | 白い朝               | 柴田容子 | 柴田容子 | 戸塚修 |
| 7 （B-2）  | ハートブレイクハウス | 柴田容子 | 柴田容子 | 戸塚修 |
| 8 （B-3）  | カントリーガール     | 柴田容子 | 柴田容子 | 戸塚修 |
| 9 （B-4）  | うまくいかなくても   | 柴田容子 | 柴田容子 | 戸塚修 |
| 10 （B-5） | Over the Mountain    | 柴田容子 | 柴田容子 | 戸塚修 |

### シングル
3月3日の悲しみ
柴田容子＆シスコキッド（1975年4月1日発売）
| 曲順      | 曲名           | 作詞     | 作曲     | 編曲     |
| --------- | -------------- | -------- | -------- | -------- |
| 1 （A-1） | 3月3日の悲しみ | 柴田容子 | 柴田容子 | 船山基紀 |
| 2 （B-1） | 過去への旅路   | 柴田容子 | 柴田容子 | 船山基紀 |

ミスターロンサム
（1976年1月25日発売 キャニオン・レコード AV-76）
| 曲順      | 曲名             | 作詞     | 作曲     | 編曲     |
| --------- | ---------------- | -------- | -------- | -------- |
| 1 （A-1） | ミスターロンサム | 柴田容子 | 柴田容子 | 船山基紀 |
| 2 （B-1） | パピー・ラブ     | 柴田容子 | 柴田容子 | 船山基紀 |

とまり木
（1978年1月25日発売 キャニオン・レコード V-26）
| 曲順      | 曲名               | 作詞     | 作曲     | 編曲   |
| --------- | ------------------ | -------- | -------- | ------ |
| 1 （A-1） | とまり木           | 柴田容子 | 柴田容子 | 戸塚修 |
| 2 （B-1） | うまくいかなくても | 柴田容子 | 柴田容子 | 戸塚修 |

### 提供曲
| アーティスト     | 曲名               | 作詞       | 作曲     |
| ---------------- | ------------------ | ---------- | -------- |
| 山根麻衣（麻以） | 午前0時            | 柴田容子   | 柴田容子 |
| 八神純子         | うまくいかなくても | 柴田容子   | 柴田容子 |
| 本間由里         | とまり木           | 柴田容子   | 柴田容子 |
| 本間由里         | こんな夜は         | 柴田容子   | 柴田容子 |
| 街田祐子         | 素敵なモンシェリー | 柴田容子   | 柴田容子 |
| 石川優子         | 夏のスケッチ       | 麻木かおる | 柴田容子 |
| 小林千絵         | あなたはエンジェル | 服部雄介   | 柴田容子 |
| 葛城ユキ         | ふるさとはアジア   | 柴田容子   | 柴田容子 |
| 葛城ユキ         | 生命のバトン       | 柴田容子   | 柴田容子 |
| 青木まり子       | ふるさとはアジア   | 柴田容子   | 柴田容子 |

## 2000年以降のアルバム
三天翔を通して、あるいは個人で、「ふるさとはアジア」という曲を、「いつかアジアがまとまれる日」が来ることを祈って皆さんに「歌い継ぐ」運動を展開中。

### アルバム
ふるさとはアジア
三天翔SESS21（2004年8月発売 BOTTOMLINE JAPAN,INC./オフィスねこまうす BLNM0001）
| 曲順 | 曲名                                             | 作詞              | 作曲              | 特記                                 |
| ---- | ------------------------------------------------ | ----------------- | ----------------- | ------------------------------------ |
| 1    | Asia Oun Home（「ふるさとはアジア」英語版）      | 柴容（Shiba-Yoh） | 柴容（Shiba-Yoh） | 英語詞：渡辺義和（チャーリー）       |
| 2    | 夢の二胡                                         | 柴容（Shiba-Yoh） | 柴容（Shiba-Yoh） |                                      |
| 3    | 二泉映月                                         | 柴容（Shiba-Yoh） | 華彦釣            |                                      |
| 4    | ママの唄                                         | 柴容（Shiba-Yoh） |                   |                                      |
| 5    | 亜細亜、我的故郷（「ふるさとはアジア」北京語版） | 柴容（Shiba-Yoh） | 柴容（Shiba-Yoh） | 北京語詞：ヒョウブン                 |
| 6    | ノンジャ                                         |                   |                   | モンゴル民謡・訳詞:柴容（Shiba-Yoh） |
| 7    | 天童                                             | テングル          | テングル          |                                      |
| 8    | ボイジャー2号（最後の写真）…朗読                 |                   |                   | 雅楽：蘭陵王                         |
| 9    | ふるさとはアジア（日本語版）                     | 柴容（Shiba-Yoh） | 柴容（Shiba-Yoh） |                                      |

2018以降は、柴田容子[Brand New]と題して、全てのコンセプトを一新。ミュージシャンも日本Topのメンバーを迎えて毎年ライブ&アルバムもリリース。ネットによるCD、グッズec販売の他、YouTubeCHや定額音楽配信もスタートして、日本のみならずモンゴルやロシアでランキング入りを果たし、アジア・ヨーロッパにおいても再生を伸ばし、世界展開に発展。勢力的な第二の音楽人生を邁進中。

### ミニアルバム
TREASURE CHEST
柴田容子（2020年12月発売 BOTTOMLINE JAPAN,INC./オフィスねこまうす BLYS-4502）
| 曲順 | 曲名             | 作詞     | 作曲     | 編曲     |
| ---- | ---------------- | -------- | -------- | -------- |
| 1    | ふるさとはアジア | 柴田容子 | 柴田容子 | 松本圭司 |
| 2    | Mr.Lonesome      | 柴田容子 | 柴田容子 | 松本圭司 |
| 3    | 遅れてきた初恋   | 柴田容子 | 柴田容子 | 松本圭司 |
| 4    | メトセラの軌跡   | 柴田容子 | 松本圭司 | 松本圭司 |

TREASURE CHEST 2
柴田容子（2024年12月発売 BOTTOMLINE JAPAN,INC./オフィスねこまうす BLYS-4503）
| 曲順 | 曲名                       | 作詞     | 作曲     | 編曲     |
| ---- | -------------------------- | -------- | -------- | -------- |
| 1    | 生命（）のバトン           | 柴田容子 | 柴田容子 | 松本圭司 |
| 2    | チリビーンズ〜人生は多分〜 | 柴田容子 | 松本圭司 | 松本圭司 |
| 3    | Tail Lullaby               | 柴田容子 | 柴田容子 | 松本圭司 |
| 4    | みちしるべ                 | 柴田容子 | 柴田容子 | 松本圭司 |

### ライブ・アルバム
Brand New 2019
柴田容子2019.12.1 LIVE（2020年12月発売 BOTTOMLINE JAPAN,INC./オフィスねこまうす BLYS-4502）
| 曲順 | 曲名               | 作詞           | 作曲            | 編曲               |
| ---- | ------------------ | -------------- | --------------- | ------------------ |
| 1    | Thunder Heavy Rain | 柴田容子       | 柴田容子        | 松本圭司           |
| 2    | SISI身中の虫       | 柴田容子       | 柴田容子        | 梶原 順            |
| 3    | マカフェリの恋     | 柴田容子       | 柴田容子        | 松本圭司           |
| 4    | 遅れてきた初恋     | 柴田容子       | 柴田容子        | 松本圭司           |
| 5    | 猫のうた           | 柴田容子       | 柴田容子        | 松本圭司           |
| 6    | ふるさとはアジア   | 柴田容子       | 柴田容子        | 松本圭司           |
| 7    | 大人の事情         | 柴田容子       | 柴田容子        | 松本圭司           |
| 8    | Just A Rainy Blues | 安藤芳彦       | 芳野藤丸        | 梶原 順            |
| 9    | メトセラの軌跡     | 柴田容子       | 松本圭司        | 松本圭司           |
| 10   | Mr.Lonesome        | 柴田容子       | 柴田容子        | 松本圭司           |
| 11   | Summer Time        | DuBose Heyward | George Gershwin | （バンドアレンジ） |
| 12   | 3月3日の悲しみ     | 柴田容子       | 柴田容子        | 船山基紀           |

## 賞歴
- 「3月3日の悲しみ」で第8回ポピュラーソングコンテスト優秀曲賞受賞（1974年10月13日）
- 「3月3日の悲しみ」で第5回世界歌謡祭出場（1974年11月17日）
- 「ミスターロンサム」で第9回ポピュラーソングコンテスト優秀曲賞受賞（1975年5月18日）
- 「ミスターロンサム」で第6回世界歌謡祭歌唱賞、川上賞受賞（1975年11月16日）
  - 補）川上賞とは、ヤマハ株式会社/財団法人ヤマハ音楽振興会の創立者川上源一から贈られる賞。
- 「うまくいかなくても」でチリ音楽祭出場。ベストアレンジメント賞受賞（1978年1月）
- 「無限紀行」で軽井沢ラヴソング・アウォードで入賞（2007年10月14日）
- 第24回「太陽カンツォーネ・コンコルソ（コンクール）」で優勝（2016年6月4日）